# Assas (Hérault)
Assas é uma comuna francesa na região administrativa da Occitânia, no departamento de Hérault. Estende-se por uma área de 19.11 km², e possui 1.505 habitantes, segundo o censo de 2018, com uma densidade de 79 hab/km².